# Cap Lardier
Le cap Lardier est un cap français situé dans le département du Var, au sud de la presqu'île de Saint-Tropez. Il fait partie de la commune de la Croix-Valmer.
En raison de la richesse de la flore et de la faune, le site regroupant les caps Camarat, Lardier et Taillat fait l'objet de mesures de protection du Conservatoire du littoral.